# 禾子瑜
禾子瑜（Faith He；1979年— ），是美籍华裔模特兒與演員，曾演出多套電影和電視劇。

## 生平
禾子瑜在上海出生，13歲隨父母移民美國，然後升學，專攻金融，間中亦有客串參與模特兒及電視劇的工作。畢業後進入投資銀行工作。2001年的911事件發生，促使她決定返回中國；與此同時，因緣際會令她認識了香港的演藝人，使她跟環球電影簽約，成為旗下藝人。

## 作品列表

### 電影
- 1999 ROLL YOUR BOAT UK
- 2000年：深深的傷口(/)[2]
- 2003年：見習黑玫瑰 飾演 反派角色 紫藤女
- 2006年：《牛奶风尚》飾演 Lucia

## 外部連結
- 禾子瑜在互联网电影资料库（IMDb）上的資料（英文）